# Єфімов Павло Іванович
Павло Іванович Єфімов (Єфимов) (28 січня 1906, село Кулебаки Нижньогородської губернії, тепер місто Нижньогородської області Російської Федерації — 11 квітня 1983, місто Москва, Російська Федерація) — радянський військовий політпрацівник, генерал-полковник. Депутат Верховної Ради СРСР 4—8-го скликань.

## Життєпис
З 1923 року працював підручним електромонтера на заводі. Член РКП(б) з 1925 року.
З 1927 року — секретар районного комітету ВЛКСМ, секретар повітового комітету ВЛКСМ, секретар окружного комітету ВЛКСМ, секретар районного комітету ВКП(б).
З червня 1932 року — в Червоній армії. З вересня 1932 року — військовий комісар окремого батальйону зв'язку стрілецької дивізії Приволзького військового округу, з лютого 1933 року — старший інструктор політичного відділу стрілецької дивізії.
У 1938 році закінчив Військово-політичну академію імені Леніна.
З 1938 року — начальник відділу організаційно-партійної роботи, потім заступник начальника політичного управління Білоруського особливого військового округу.
Під час радянсько-фінської війни в 1939—1940 роках — начальник політичного відділу 15-ї окремої армії.
З 1940 року — начальник політичного управління Архангельського, потім Середньоазіатського військових округів. У серпні 1941 — березні 1942 року — член Військової ради 53-ї армії, що здійснювала окупаційний похід до Ірану.
Під час німецько-радянської війни з березня 1942 по 1945 рік — член Військової ради Закавказького фронту. У 1945—1946 роках — член Військової ради Тбіліського військового округу.
У 1949 році закінчив Вищу військову академію імені Ворошилова.
У 1949—1953 роках — член Військової ради Закавказького військового округу.
У грудні 1953 — травні 1958 року — член Військової ради Групи радянських військ у Німеччині.
З травня 1958 року — 1-й заступник начальника Головного політичного управління Радянської армії та Військово-морського флоту.
Одночасно, в квітні 1960 — 7 травня 1963 року — начальник Управління політичних органів Ракетних військ стратегічного призначення СРСР, член Військової ради Ракетних військ стратегічного призначення.
У травні 1963 — вересні 1974 року — 1-й заступник начальника Головного політичного управління Радянської армії та Військово-морського флоту із загальних питань.
З вересня 1974 року — військовий консультант Групи генеральних інспекторів Міністерства оборони СРСР.
Помер 11 квітня 1983 року в Москві. Похований на Новодівочому цвинтарі Москви.

## Звання
- бригадний комісар
- генерал-майор (6.12.1942)
- генерал-лейтенант (31.05.1954)
- генерал-полковник (25.05.1959)

## Нагороди
- два ордени Леніна (22.02.1943, 1966)
- три ордени Червоного Прапора (1940, 1954, 1968)
- орден Червоної Зірки (1947)
- орден «За службу Батьківщині в Збройних Силах СРСР» ІІІ-го ст.
- медаль «За бойові заслуги»
- медаль «За оборону Кавказу»
- медаль «За перемогу над Німеччиною у Великій Вітчизняній війні 1941—1945 рр.» (1945)
- медалі